# كأس تونس 1979–80
كأس تونس لكرة القدم 1979-1980 هو الموسم رقم 24 منذ الاستقلال وال49 منذ إنشائه من كأس تونس لكرة القدم.

فاز بهذا الموسم الترجي الرياضي التونسي، وجاء ثانيا النادي الإفريقي.

## روابط خارجية
- الموقع الرسمي للجامعة التونسية لكرة القدم.